# Суданський фунт
Суданський фунт — грошова одиниця Судану (у 1957–1992 роках та з 9 січня 2007 року) і, тимчасово, Південного Судану. Разом із єгипетським фунтом є офіційною валютою Халаїбського трикутника.
Міжнародне позначення валюти — SDG.

## Історія
Суданський фунт був введений у готівковий обіг у квітні 1957 року. До цього часу грошовою одиницею країни був єгипетський фунт. В обігу перебували також британські гроші. Єгипетські фунти були вилучені з обігу шляхом обміну на суданські фунти за співвідношенням 1:1.
У готівковому обігу перебувають купюри номіналом 1, 2, 5, 10, 20 і 50 фунтів. Настільки вузький номінальний ряд пояснюється нещодавнім утвердженням цієї валюти як національної, оскільки до 1 липня 2007 у повсюдному обігу на території Судану перебували суданські динари, введені в обіг у 1992 році як символ арабізації, але нині втратили статус законного засобу платежу.
Услід за проголошенням незалежності Південного Судану, який тимчасово використовував суданський фунт, у липні 2011 року влада Судану ухвалила рішення розпочати перехід на нову валюту. Зміни у національній валюті торкнулися лише дизайну банкнот.

## Опис

### Банкноти

#### Банкноти зразка 2006 року
У 2006 році Центральним банком Судану було випущено банкноти номіналом 1, 2, 5, 10, 20 и 50 суданських фунтів.
| Серія 2010 року | Серія 2010 року | Серія 2010 року  | Серія 2010 року | Серія 2010 року        | Серія 2010 року                        | Серія 2010 року                     | Серія 2010 року |
| Зображення      | Зображення      | Номінал (фунтів) | Розміри (мм)    | Основні кольори        | Опис                                   | Опис                                | Рік друку       |
| Аверс           | Реверс          | Номінал (фунтів) | Розміри (мм)    | Основні кольори        | Аверс                                  | Реверс                              | Рік друку       |
| --------------- | --------------- | ---------------- | --------------- | ---------------------- | -------------------------------------- | ----------------------------------- | --------------- |
|                 |                 | 1                | 63 х 139        | коричневий, зелений    | Будівля Центрального банку, голуб      | Зграя голубів, що летять            | 2006            |
|                 |                 | 2                | 64 х 145        | синій, жовтий          | Національний посуд                     | Музичні інструменти, ноти           | 2006            |
|                 |                 | 5                | 69 х 150        | червоний, рожевий      | Будівля, супутник                      | Гребля, лінія електропередач        | 2006            |
|                 |                 | 10               | 69 х 156        | фіолетовий, коричневий | Верблюд, дерево, буйвіл                | Президентський палац у Хартумі      | 2006            |
|                 |                 | 20               | 75 х 160        | червоний, коричневий   | Нафтова платформа                      | Промислові будівлі, овочі та фрукти | 2006            |
|                 |                 | 50               | 75 х 166        | жовтий, зелений        | Носороги, слони та жирафи серед савани | Стадо верблюдів та буйволів         | 2007            |

Для захисту справжності банкнот застосовується водяний знак, що має вигляд голови птаха-секретаря і цифрового позначення номіналу, захисну нитку із нанесеним на неї по всій довжині мікротекстом, пірнаючу металізовану захисну смугу, що перетинає банкноту, і голографічну смугу.

#### Банкноти зразка 2011 року
Новий випуск суданського фунта був здійснений 24 липня 2011 року після відділення Південного Судану від Республіки Судан. Банкноти нової серії схожі за стилем на попередні, але зі змінами у колірній гамі, видаленням певних символів, пов'язаних із півднем та перемальованою картою країни після відділення півдня. Банкнота 1 фунт замінюється на монети.

### Монети
У грошовому обігу перебувають монети номіналом 1, 5, 10, 20 і 50 піастрів.
У 1956 році в Судані були випущені монети номіналом 1, 2, 5 і 10 міллімів та 2, 5, 10 кірушів. Усі монети мілліми були викарбувані з бронзи, а монети кіруші з мідно-нікелевого сплаву. Монети 2, 5 і 10 міллімів були зубчастої форми. Монети 1 і 2 мілліми востаннє випустили у 1969 році. У 1983 році були введені латунні монети 1, 2, 5, 10 і 20 кірушів, а монету 5 міллімів припинили виробляти.
У 1987 році вийшли нові алюмінієво-бронзові монети 1, 5, 10, 20, 25, 50 кірушів та 1 фунт, монети 25 кірушів квадратної, а монети 50 кірушів — восьмикутної форми. У 1989 році стали випускати монети 25, 50 кірушів та 1 фунт із нержавіючої сталі. У 1992 році, як символ арабізації країни, була проведена заміна засобів платежу з фунта на динар.
З 1 липня 2007 року, із заміною національної грошової одиниці назад з динара на фунт, були випущені нові монети номіналом в 1, 5, 10, 20 і 50 піастрів. Монети 20 і 50 піастрів є біметалічними.